# Vilhelm Hammershøi
Vilhelm Hammershøi , né à Copenhague le 15 mai 1864 et mort dans la même ville le 13 février 1916, est un peintre danois.
Il est connu pour ses peintures d'intérieur intimistes et mélancoliques.

## Biographie
« Ce peintre est un cas dans l'histoire de l'art et aussi dans l'histoire de la peinture danoise »

— Pierre Curie.

### Présentation d'un artiste hors-norme
Vilhelm Hammershøi est considéré comme un phénomène à part dans l'art danois et européen parce que, au beau milieu de la modernité, il s'en tenait à un conservatisme apparent qui faisait de son art une sorte de mutation, difficile à contourner. Selon Poul Vad : « Admiré et célébré de son vivant, on se mit très vite à lui dénier toute importance réelle, ne lui attribuant tout au plus que quelques lignes dans les ouvrages d'histoire de l'art et ne le nommant qu'avec une sorte de respect détaché. Jusque dans les années 1920, le peintre était encore nommé avec déférence, la presse allemande, française et danoise lui avait accordé d'importants articles. Mais 1916 était aussi la naissance du mouvement dada et de la révolte contre l'académisme. »
La critique redécouvre depuis les années 1990 ses tableaux d'intérieur énigmatiques représentant des pièces souvent vides, parfois habitées par des personnages féminins perdus dans une profonde réflexion, souvent vus de dos, tournés vers des murs clairs et nus. Réalisés dans une gamme de tons gris, brun et blanc très restreinte, ses paysages et ses portraits baignent dans une atmosphère étrange, irréelle, dénuée de toute action ou d'anecdote.
Personnalité effacée, Hammershøi a été très jeune une figure connue et controversée de l'art danois à une époque où l'on privilégiait les reproductions fidèles à la nature. Son style original, qu'aucune influence extérieure n'avait marqué, malgré un séjour à Paris, puis en Italie, a été remarqué par le critique français Théodore Duret. Au Danemark, il a surtout été apprécié par les jeunes symbolistes[Lesquels ?]. Sa carrière a été alternativement jalonnée d'éloges et de scandales.
Il a eu une influence sur le cinéaste Carl Theodor Dreyer qui aimait beaucoup ses œuvres[réf. nécessaire] et, dès l'automne 1904, Rainer Maria Rilke qui vint le rencontrer à Copenhague, a écrit un essai sur l'artiste qu'il considérait comme un maître.
Vilhelm Hammershøi est mort le 13 février 1916 d'un cancer à la gorge. Il est enterré à Copenhague au cimetière Vestre.

### Les premières années

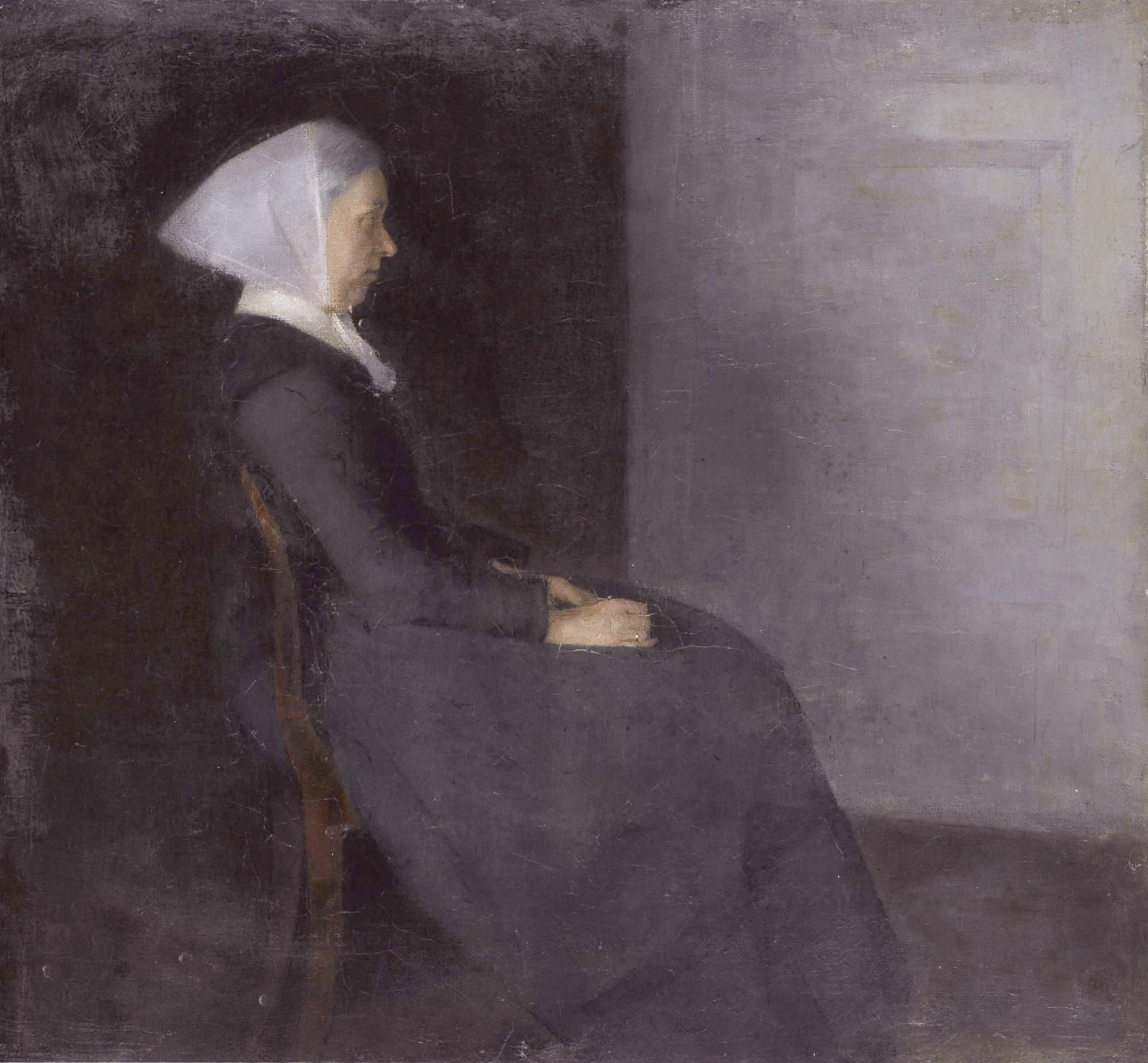
Portrait de Frederikke Amalie Hammershøi, née Rentzmann (la mère de l'artiste), 1886, localisation inconnue.

Fils d'un négociant de Copenhague, Vilhelm Hammershøi a grandi dans une famille aisée et cultivée. Il a deux frères et une sœur, Anna, dont il peint le portrait en 1885, et un frère cadet, Svend Hammershøi (1873-1948), qui deviendra peintre lui aussi. La mère encourage beaucoup ses enfants dans la voie artistique. C'est elle qui choisit l'enseignement que reçoit Vilhelm, et elle conserve tous les témoignages de son talent qu'elle réunit dans plusieurs albums jusqu'à sa mort. Vilhelm fait son portrait en 1886.
Vilhelm Hammershøi reçoit une formation artistique assez complète. Dès l'âge de huit ans, en 1872, il prend des cours de dessin professionnels et à quinze ans, en 1879, il est admis en première année de l'Académie des beaux-arts de Copenhague. Dans les cinq années qui suivent, il prend des cours dans toutes les disciplines liées au dessin et à la peinture avec Niels Christian Kierkegaard (en) comme professeur. Enfin, il suit encore des cours privés de 1883 à 1885 dans les Kunstnernes Frie Studieskoler (ateliers libres) qui ressemblent beaucoup aux écoles des peintres français, en particulier à celle de Léon Bonnat. Ces ateliers ont été créés en 1882 en réaction contre l'enseignement figé de l'Académie des beaux-arts de Copenhague, d'abord dirigée par Francis Schwartz, puis Kristian Zahrtmann et enfin par Johan Rohde de 1908 jusqu'à la fermeture de l'école en 1912. Parmi les professeurs se trouvent Laurits Tuxen et Peder Severin Krøyer qui avaient eux-mêmes suivi les cours de Léon Bonnat.
Avec le portrait de sa sœur en 1885, Hammershøi aborde l'univers féminin, un thème qu'il continue par la suite à explorer sur fonds gris blanc, avec notamment Jeune fille cousant (1887) et les portraits de sa femme Ida. Il se lance ainsi dans une peinture hors-mode qui fait dire à Philippe Dagen : « [pour la critique] ce Danois était incongru et gênant. A-t-on idée, vers 1900, d'ignorer la touche divisée néo-impressionniste, la décomposition du chromatisme, les compositions japonisantes, l'éclat de couleurs de moins en moins imitatives? »
Ce tableau n'était pas conforme à la peinture qu'attendait l'Académie des beaux-arts de Copenhague. Lors de sa présentation pour un concours, à l'exposition de printemps de Charlottenborg, Hammershøi aurait dû recevoir le prix Neuhausen, mais l'Académie ne le lui attribue pas, ce qui déclenche un mouvement de protestation chez les jeunes peintres danois les plus influents de l'époque, parmi lesquels Johan Rohde et Jens Ferdinand Willumsen. Cette insatisfaction conduit plus tard à une révolte ouverte provoquée encore par un autre tableau d'Hammershøi (Job) et à la création de Den Frie Udstilling (l'Exposition libre).
Dans la seconde moitié des années 1880, les peintures d'Hammershøi correspondent à une tendance de la jeune peinture danoise qui prend ses distances avec les thèmes de plein air, et se tourne davantage vers des peintures d'intérieur.
Cependant, dès le début, le peintre se situe en marge de la vie artistique de son époque. Son style mélancolique, les thèmes liés à la mort, la mise en scène voisine du symbolisme le distinguent et le rapprochent d'un Edgar Degas, que pourtant Hammershøi ne connaissait pas.

### Un peintre à contre-courant

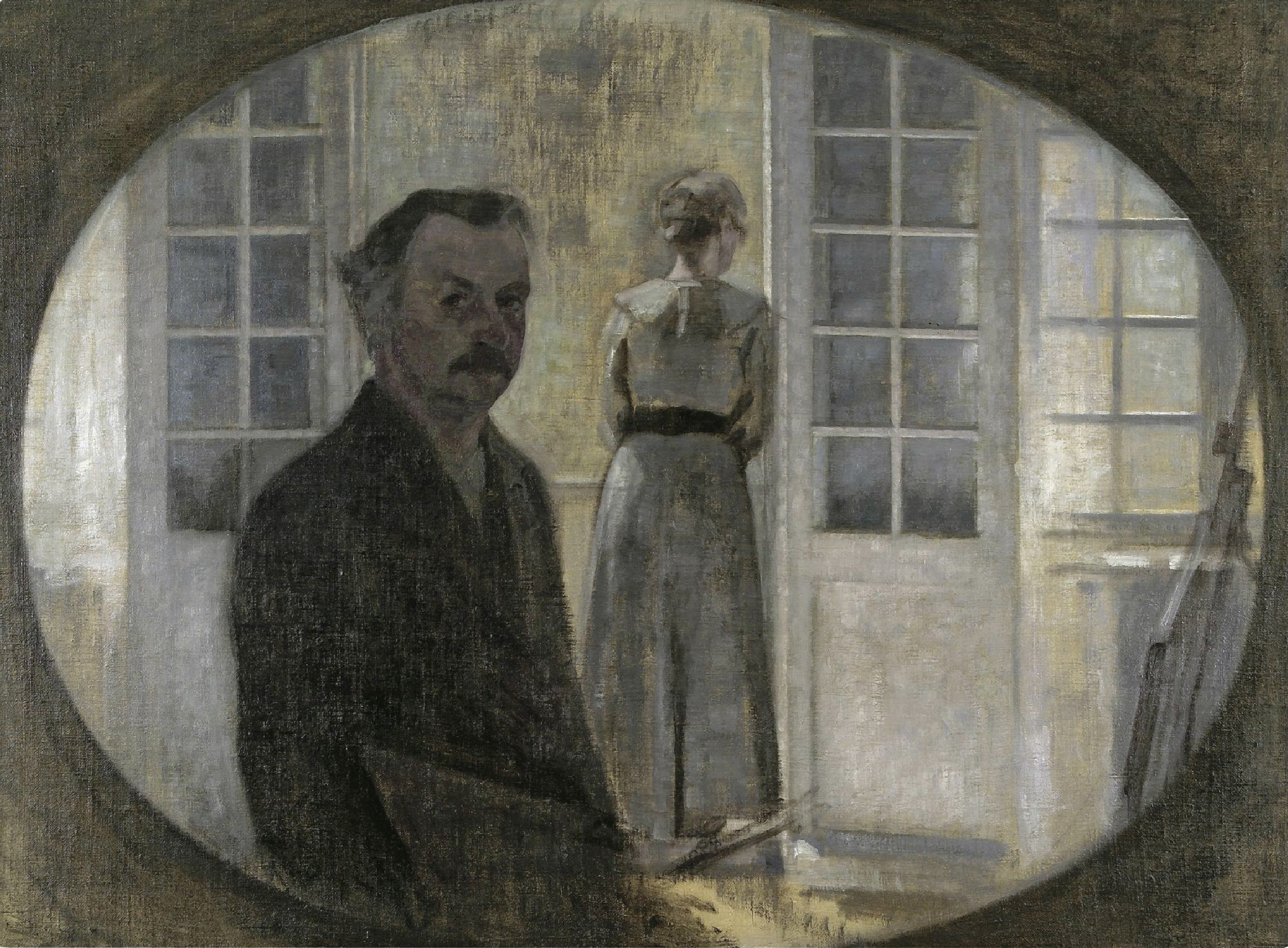
Autoportrait de l'artiste et de sa femme dans un miroir, 1911, huile sur toile, localisation inconnue.

Artémis, 1894, Copenhague, Statens Museum for Kunst.

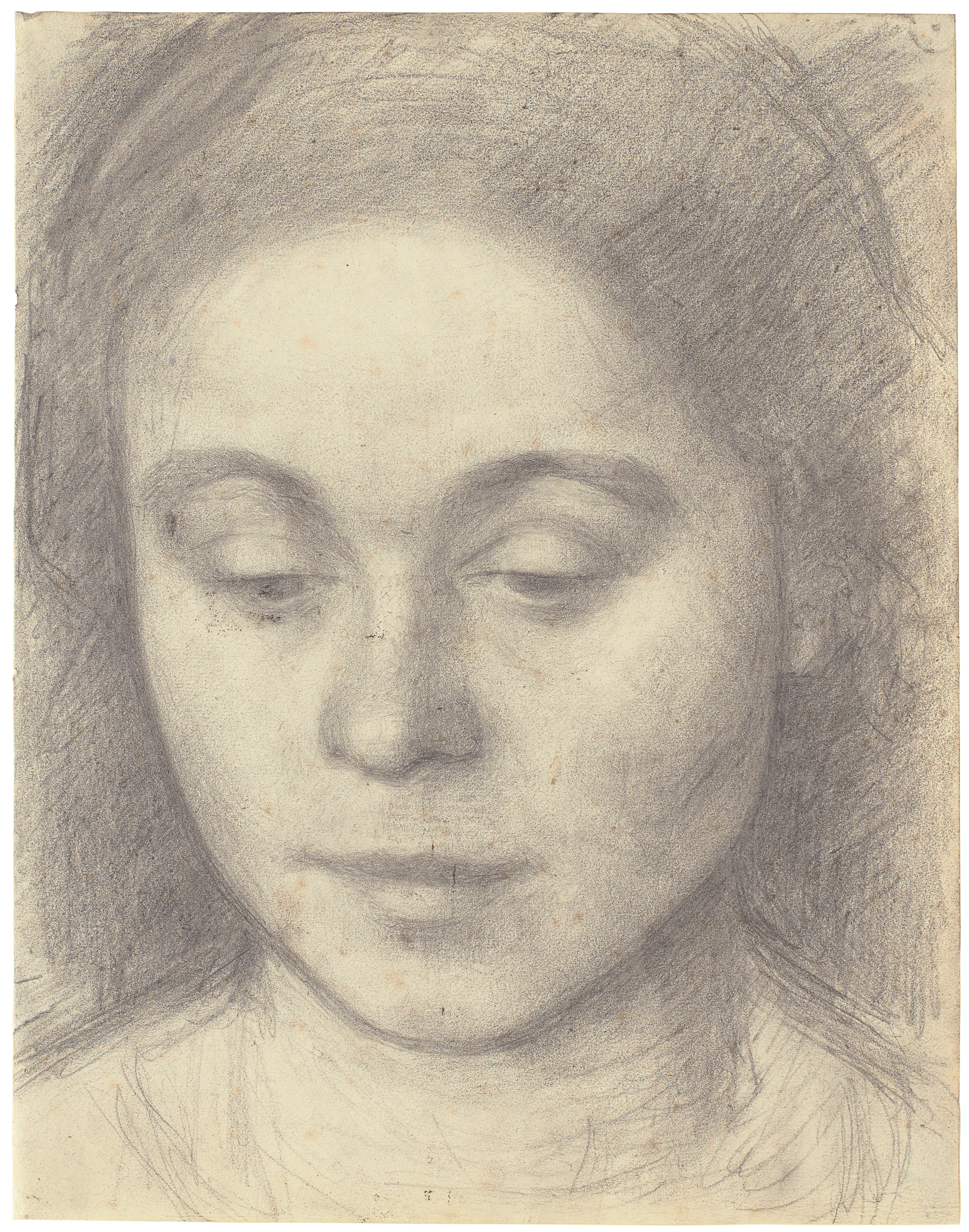
Portrait d'Ida, 1898, Copenhague, Statens Museum for Kunst.

En 1888, Hammershøi crée la surprise avec un tableau intitulé Job, un grand format aujourd'hui perdu, qui lui a pris un an de travail, et dont il ne reste qu'une Étude pour Job au fusain,. Le tableau fait sensation dès sa présentation. « Il donne l'impression que Hammershøi pouvait se considérer comme un élève tardif de C.W. Eckersberg (1785-1855), qui avait été lui-même un élève de Jacques-Louis David en 1811-1815. »
Vers la fin des années 1880, Hammershøi expérimente de nouveaux motifs, des intérieurs, des modèles féminins, des motifs architecturaux. Ses gammes de couleurs ombrées atteignent un raffinement rare comme le montre le tableau Étude : une boulangerie (1889).
Son voyage à Paris, en 1889, à l'occasion de l'Exposition universelle de 1889 où il était représenté parmi les peintres danois, sa découverte des impressionnistes français et de l'art contemporain, ne laissent aucune trace dans son style. Il s'est pourtant intéressé à l'exposition d'impressionnistes organisée cette même année, à l'automne, à Copenhague, par Karl Madsen, un jeune critique d'art qui a toujours soutenu son travail et qui sera plus tard le conservateur du Statens Museum for Kunst de Copenhague. À cette époque, le premier autoportrait à l'huile d'Hammershøi, qu'il peint peu après, le rapproche davantage des peintres hollandais de XVIe siècle que de ses contemporains .

Le peintre, qui s'est déjà positionné contre la peinture de l'âge d'or danois, contre la peinture enseignée à l'Académie, sera éternellement en marge, voire en opposition à son époque. 

« Il y a, dans l'attitude de cet homme austère une fermeture à ses contemporains qui contribue à l'écarter des débats de son époque. Pour prendre aujourd'hui la mesure de ce personnage, il faudrait admettre qu'il est au Danemark ce que Giorgio Morandi est à l'Italie et Balthus à la France, c'est-à-dire de splendides dinosaures, des individus non pas hors du temps, mais en marge de leur temps. »

— Hervé Gauville
En 1890, le peintre se fiance avec Ida Ilsted ; ils se marient en 1891. Le couple n'a pas d'enfant, mais Ida joue un rôle considérable dans l'évolution de l'art d'Hammershøi. C'est elle qu'il prend inlassablement comme modèle : silhouette féminine figurant dans de nombreux tableaux d'intérieur, Ida paraît indispensable. Elle accompagne le peintre dans tous ses voyages. De 1891 à 1892, le couple séjourne six mois à Paris. Hammershøi est parfaitement conscient que c'est là que se tient le courant le plus important, et précisément, il a le désir d'aller à contre-courant. Sur les recommandations de Théodore Duret, Hammershoi avait envoyé à la galerie Durand-Ruel un de ses tableaux accompagné d'un jugement très flatteur de Duret. Duret l'avait d'ailleurs invité à dîner en compagnie de Whistler et de Monet, Hammershøi ne se rendit pas à l'invitation et son tableau ne fut pas vendu.
L'art contemporain ne satisfait pas Hammershøi qui écrit à Johan Rohde en 1892 en se moquant de plusieurs toiles qu'il décrit : « la plupart des tableaux ressemblent à des plaisanteries. ».
Immédiatement après, peut-être en réaction contre toutes ces nouveautés, le peintre entreprend de copier un bas-relief d'antiquité grecque. Certains critiques parlent de « régression » dans l'évolution du peintre. Mais ce n'est pas seulement l'art contemporain que le couple rejette, c'est aussi la vie de la capitale, ses grands boulevards, ses femmes fardées et poudrées. Ida, qui a été propulsée directement de sa petite ville de province, est totalement perdue dans ce monde dont elle admire malgré tout le bouillonnement. Elle écrit à sa belle mère : « Après avoir dîné, nous allons parfois sur les beaux boulevards, et il y a vraiment des parisiennes à voir. C'est effrayant comme elles sont maquillées, parées, poudrées. »
Un autre voyage  conduit Hammershøi en 1895 en Italie où les peintres de la Renaissance l'impressionnent fortement. C'est d'ailleurs après son retour qu'il se lance dans la réalisation  d'une grande composition : Artémis inspirée des fresques de Masolino da Panicale, qui présente une silhouette d'homme androgyne et trois silhouettes de femme, dont Poul Vad souligne « l'insolite gaucherie dans l'exécution du dessin, comme si Hammershøi n'avait pu faire le lien entre idéal et réalité. »
Dès son exposition, ce tableau fait sensation et les avis sont partagés : les jeunes symbolistes le couvrent d'éloges dans la revue littéraire La Tour, tandis que son ami Karl Madsen ne comprend pas le tableau et le trouve raté. C'est pourtant lui qui l'achète en 1916, après la mort du peintre, pour le Statens Museum for Kunst. Par la suite, Artémis a été rapproché du style de Pierre Puvis de Chavannes et de ses figures archaïsantes, comparaison  jugée peu pertinente de nos jours.

## L'œuvre: les thèmes et leur interprétation

### Paysages
Les couleurs du peintre sont conditionnées par la lumière de son pays qu'il traduit dans ses  paysages comme Vue du lac de Gentofte (qui porte aussi le titre : Pluie et soleil) (1903-1904), et Paysage, Lejre (1905). Essentiellement citadin, Hammershøi passait toujours un ou deux mois par an à la campagne. « Ses paysages et ses forêts possèdent un caractère particulier, comme « rincé », le premier plan légèrement gommé, sans détail, comme si le peintre n'avait pas pénétré dans l'espace qu'il décrit ».
Les tons verts de la végétation sont grisés et tous les paysages s'étalent sur fond de ciel gris, ou à peine bleuté comme Paysage, Lejre . La majorité des éléments sont dans des teintes sombres sans véritable ciel à l'exception de quelques espaces clairs : Deux chênes (intitulés également Deux héros, 1896), Forêt de jeune hêtres (1904) réalisé au cours de son séjour d'été à Frederiksværk. Les paysages sont sans doute les moins représentatifs des choix coloristes d'Hammershøi.
Une impression de désolation se dégage de ses vues de la campagne danoise, avec des horizons bas, des ciels vastes, une terre plate, dans un style que l'on a audacieusement rapproché de Jacob van Ruisdael et Philips de Koninck, mais que, au contraire des Hollandais du XVIIe siècle, Hammershøi ne se préoccupe pas d'animer. Il choisit les terres les plus dépeuplées qui évoquent le calme et la rêverie « Les vues de Lejre et du lac Gentofte défient notre sens des proportions, du temps, et de l'espace, en réduisant les arbres à la taille de fourmis, en ouvrant des vides dans toutes les directions. »

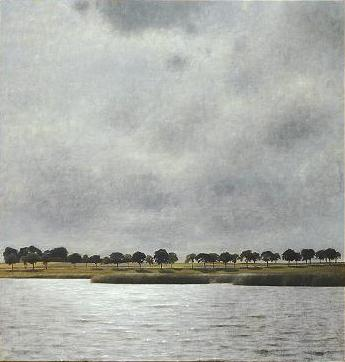
Vue du lac de Gentofte, 1903, Kunsthalle de Hambourg[36].
Paysage Ljere, 1905, Stockholm, Nationalmuseum[37].

### Architecture
Le peintre étant avant tout citadin, l'essentiel de son inspiration lui est fournie par l'architecture. Il peint un grand nombre de bâtiments et de palais, en leur donnant un aspect monumental. Beaucoup sont réalisés d'après photographie parce qu'il ne pouvait pas installer son chevalet partout où il le voulait, notamment devant Les Bâtiments de la compagnie asiatique (1902), un édifice situé tout près de l'appartement du peintre.
À partir de 1898, date à laquelle il s'installe dans le quartier de Christianshavn, Hammershøi puise son inspiration dans les motifs architecturaux qui lui sont fournis par les quais, les cours intérieures. Mais il a déjà plusieurs fois été attiré par les bâtiments monumentaux à forte connotation nationale, auxquels il conférait une vie nouvelle avec une étrangeté teintée de nostalgie que l'on perçoit dans la Vue de la place d'Amalienborg (1896),.
Cette place, considérée comme un des joyaux de la culture architecturale danoise du XVIIIe siècle est cadrée de guingois, et la façade du palais apparaît traitée avec une certaine désinvolture.
La représentation de la place, encadrée par quatre palais royaux et dominée par la statue équestre du roi Frédéric V de Danemark exécutée par Jacques Saly est aussi déserte que ses paysages, et ses tonalités rapprochent cette œuvre de la photographie, ou d'un scrupuleux dessin d'architecture, donnant par ailleurs l'impression d'une hallucination.

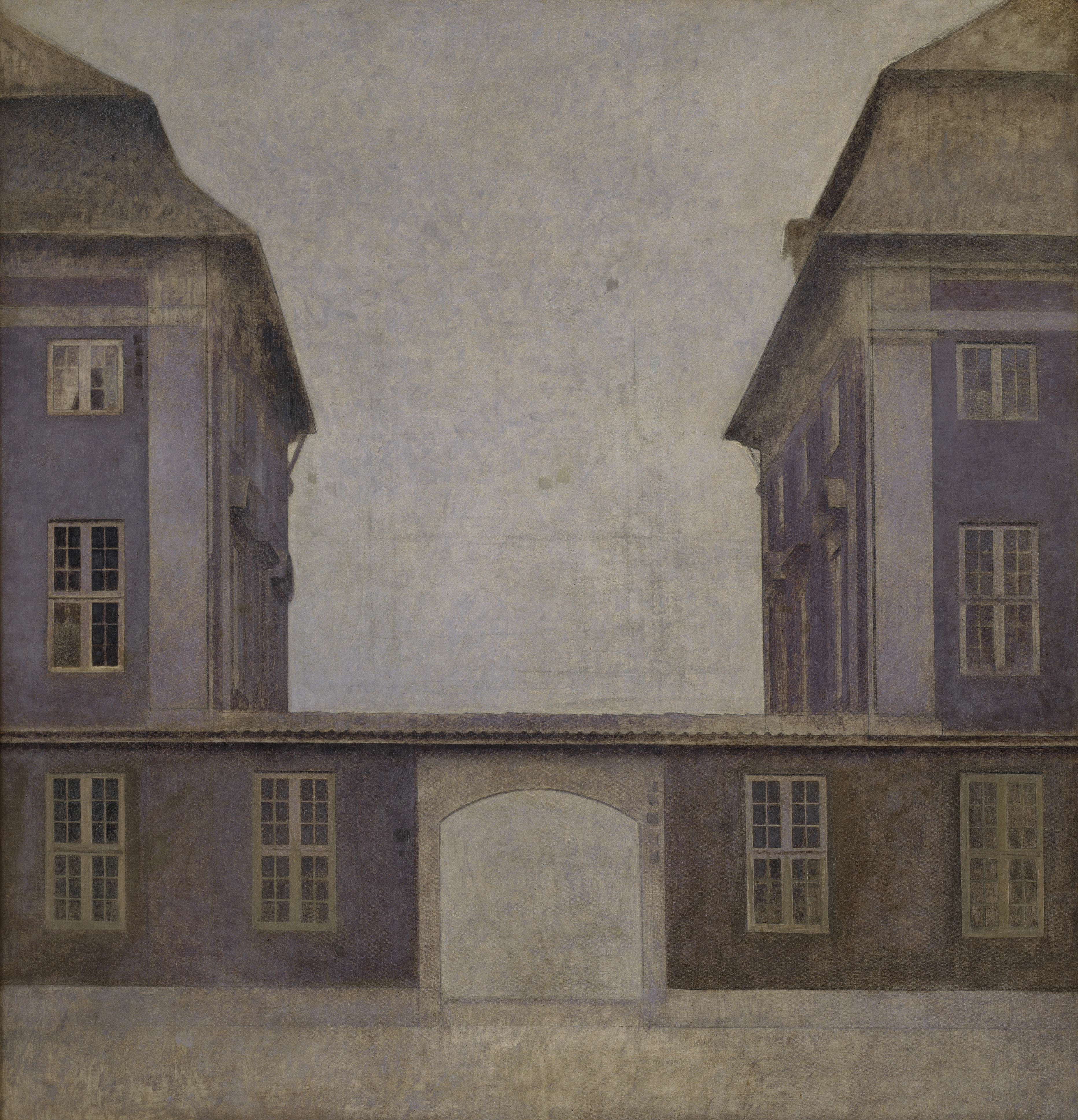
Les Bâtiments de la compagnie asiatique, 1902, Copenhague, Statens Museum for Kunst.
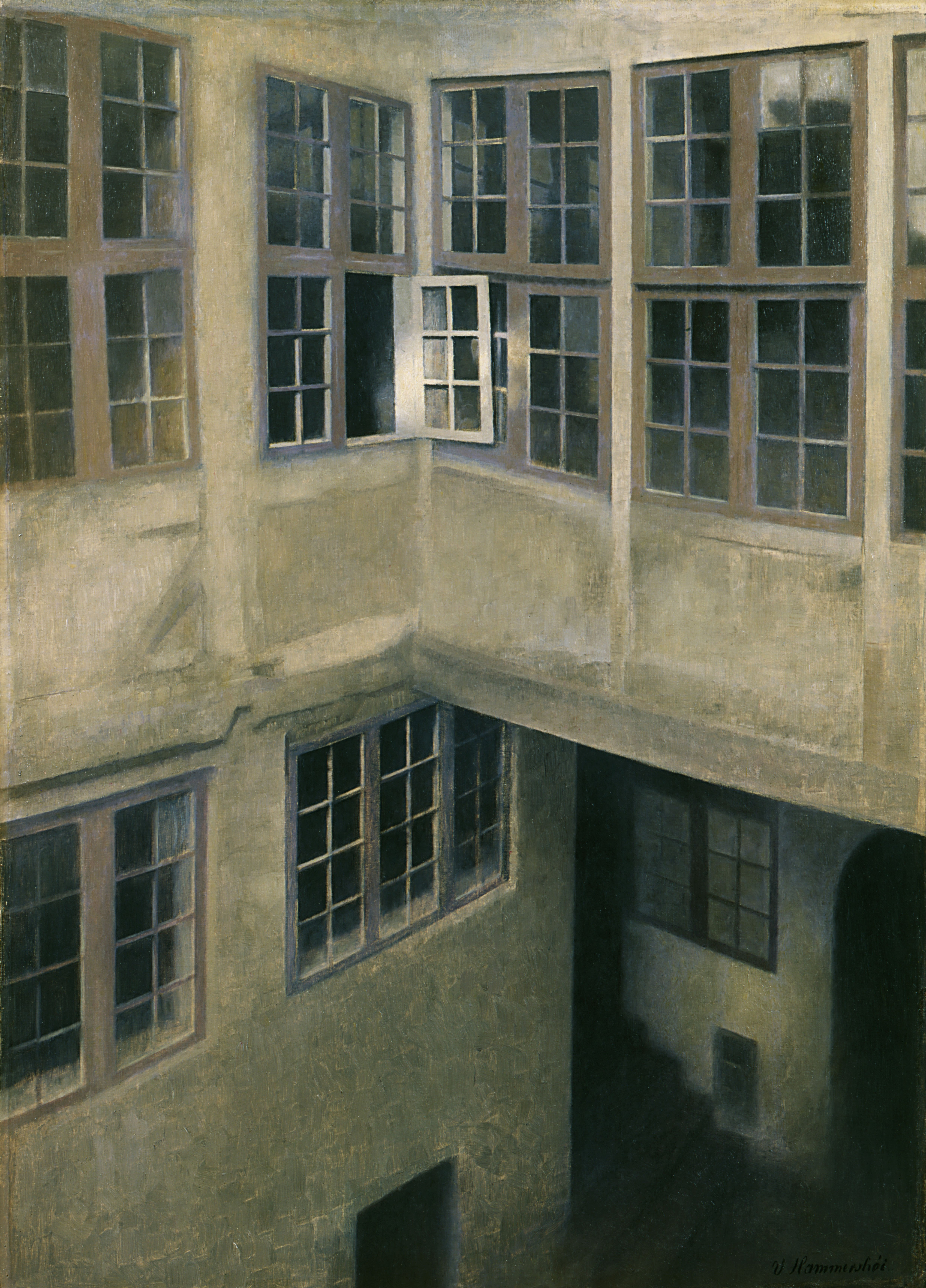
Cour intérieure, 1899, Toledo, musée d'Art de Toledo[39].

### Intérieurs

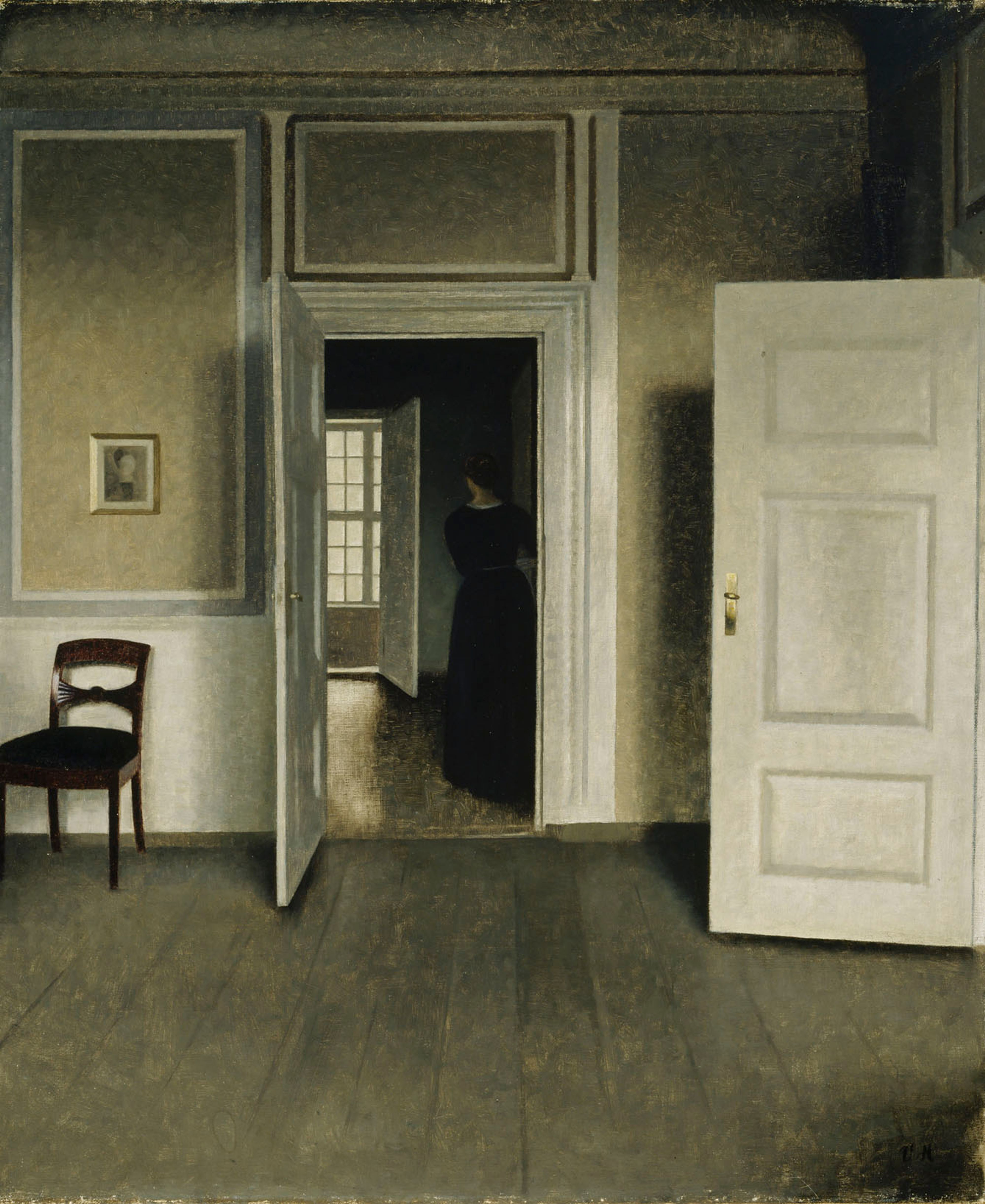
Intérieur, Strandgade 30, 1901 – Musée d'Art Ateneum, Helsinki.

C'est à cette même époque qu'il creuse un autre thème qui lui est déjà cher : l'intérieur de l'appartement où il vit, et les différentes pièces dont il tirera des œuvres majeures. Alors qu'à cette époque les appartements étaient habituellement surchargés de meubles et de bibelots, celui d'Hammershøi est aussi dépouillé que possible. Choix esthétique délibéré du peintre pour qui l'appartement était un atelier. On y trouve la même impression de vide et d'hallucination soulignée déjà par Robert Rosemblum, comme si la retraite et le vide étaient pour le peintre le seul moyen de fuir la société. On peut interpréter ce dénuement comme un rejet des excès de décorations victoriens, qui apparaissent dans les tableaux de James Abbott McNeill Whistler, et qui seront renversés par Adolf Loos et Josef Hoffmann en Autriche, dès le début du XXe siècle, pour faire place au style puriste que déjà Hammershøi a choisi de montrer.
Dans ces peintures d'intérieurs, Hammershøi pousse parfois l'isolement jusqu'à des extrêmes inattendus comme Intérieur de la grande salle du manoir de Lindegaarden (Kunlungborg) (1909), où seuls des murs nus apparaissent.
Mais lorsqu'il s'agit d'un intérieur « bourgeois », le motif de la pièce vide offre au spectateur l'illusion d'entrer comme un hôte bienvenu dans une demeure prospère comme dans Rayons de soleil, également intitulé La Danse de la poussière dans les rayons du soleil (1900), une de ses toiles les plus souvent reproduites.
Lorsque l'intérieur est habité, c'est toujours succinctement avec une seule personne, généralement une femme (la sienne), le plus souvent vue de dos ou de profil, perdue dans une rêverie solitaire comme dans les toiles Chambre à coucher (1899) ou Femme lisant (1908).
Le plus fréquemment reproduit de tous les intérieurs avec femme reste Intérieur avec jeune femme vue de dos (Randers Kunstmuseum) où Ida semble pour la première fois en mouvement : elle porte un plat en étain. Le personnage, quand il n'est pas rêveur, affiche une certaine désinvolture, ou une grande sérénité comme c'est le cas pour Repos (1905). Sur le site du magazine en ligne L'Intermède, Camille Brunet rappelle que « pour le peintre, les pièces vides possèdent une beauté mystérieuse […] En 1909 dans le magazine de décoration Hjemmet, il déclare : “En ce qui me concerne, je préfère l'Ancien : les bâtiments anciens, les meubles anciens, et l'atmosphère bien particulière que possèdent de telles choses”. »
Ida, sa femme, son sujet féminin favori, a fait l'objet de plusieurs portraits, dont deux en 1907, toujours avec un air rêveur et mélancolique, les yeux perdus dans le lointain : Portrait d'Ida Hammershøi (91 × 73 cm, Copenhague, Statens Museum for Kunst et 79,5 × 63,5 cm, Aarhus, Kunstmuseum).
Les critiques d'art ont souvent fait le parallèle entre l'atmosphère créée par la solitude des personnages chez Hammershøi et les ambiances de Johannes Vermeer ou de Edward Hopper : « Lorsqu'on trouve des personnages dans les intérieurs de Hammershøi, ils sont comme les figures de Hopper, totalement silencieux et statiques, entièrement soumis à ces espaces rectilignes immaculés. Mais, plus remarquable encore, quand Hammershøi peint des couples ou des groupes plus importants de personnage, chaque individu reste enfermé dans son monde individuel. » La comparaison avec Edward Hopper ou Giorgio Morandi a été reprise par de nombreux critiques d'art au moment de l'exposition de 1997 au musée d'Orsay à Paris : « [le peintre] peut par sa présence, rappeler tout à la fois Giorgio Morandi et Edward Hopper. ». On retrouve les mêmes appréciations chez Francis Marmande, Hervé Gauville, Poul Vad. En 1965, Hopper peint une huile sur toile de 75,5 × 101,5 cm intitulée Soleil dans une chambre vide (États-Unis, collection particulière), qui évoque La Danse de la poussière dans les rayons du soleil du peintre danois.

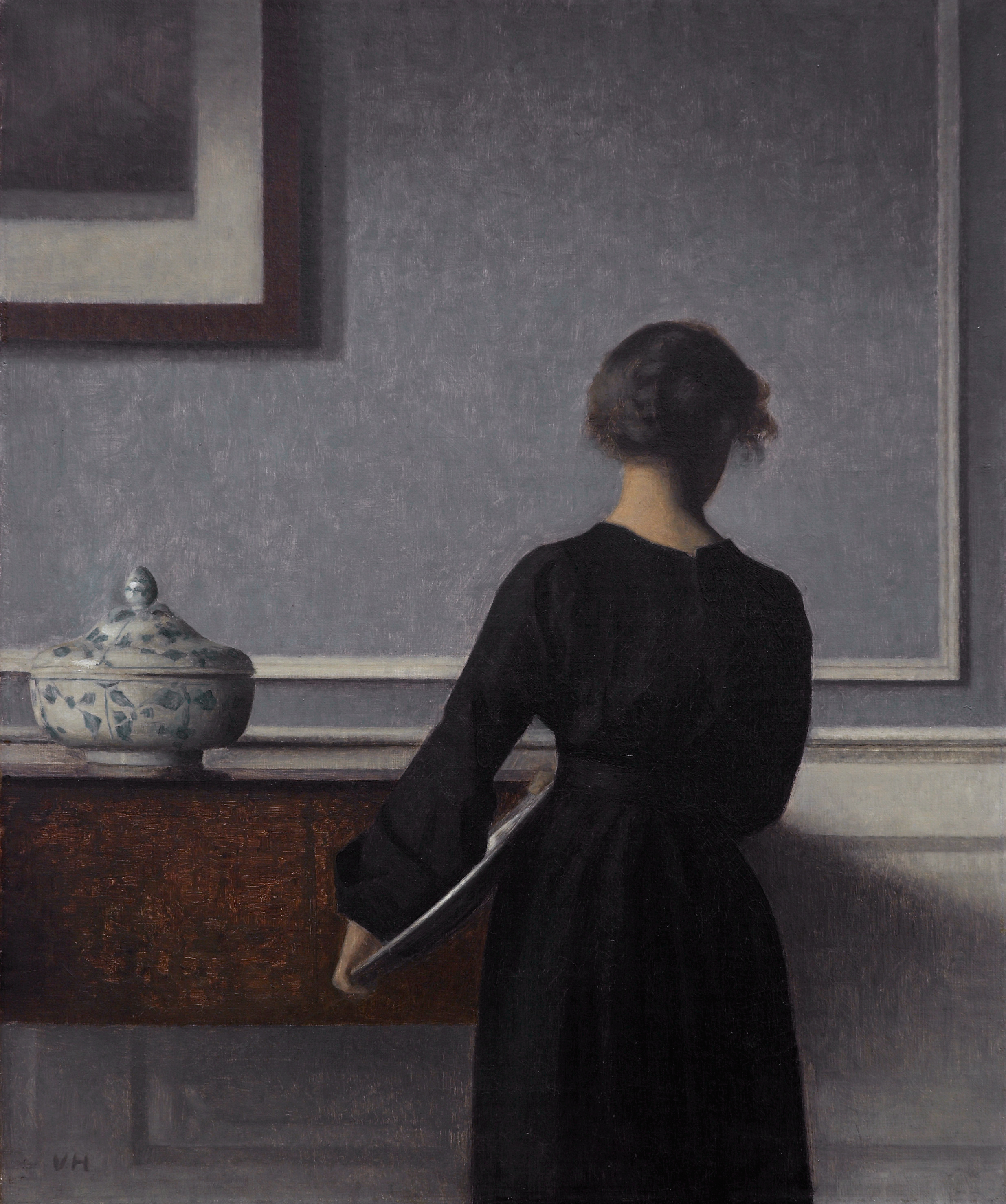
Intérieur avec jeune femme vue de dos, 1904, Randers, Randers Kunstmuseum[53].
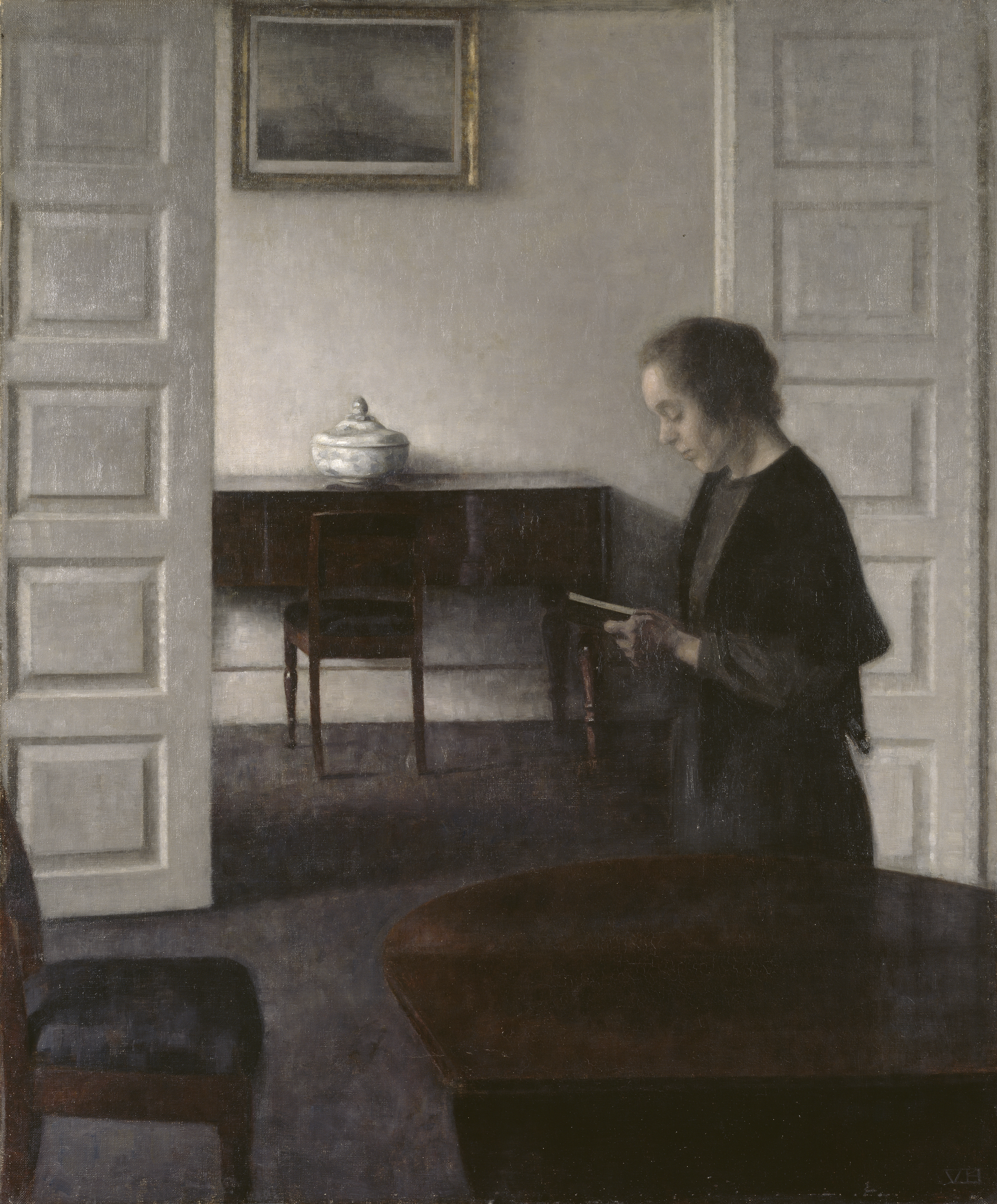
Intérieur avec femme lisant, 1900, Stockholm, Nationalmuseum.
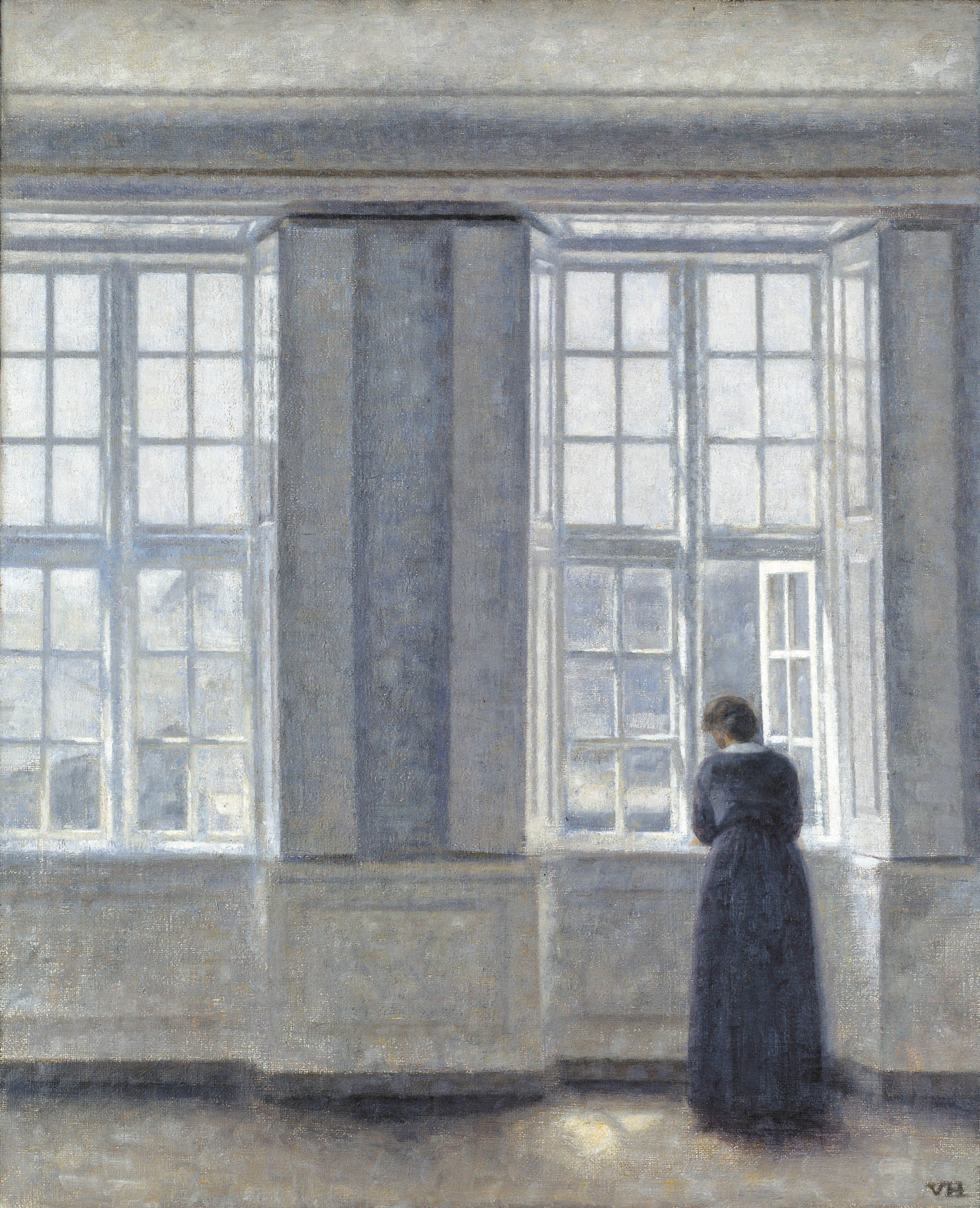
La très haute fenêtre, 1913, Ordrupgaard museum de Copenhague.
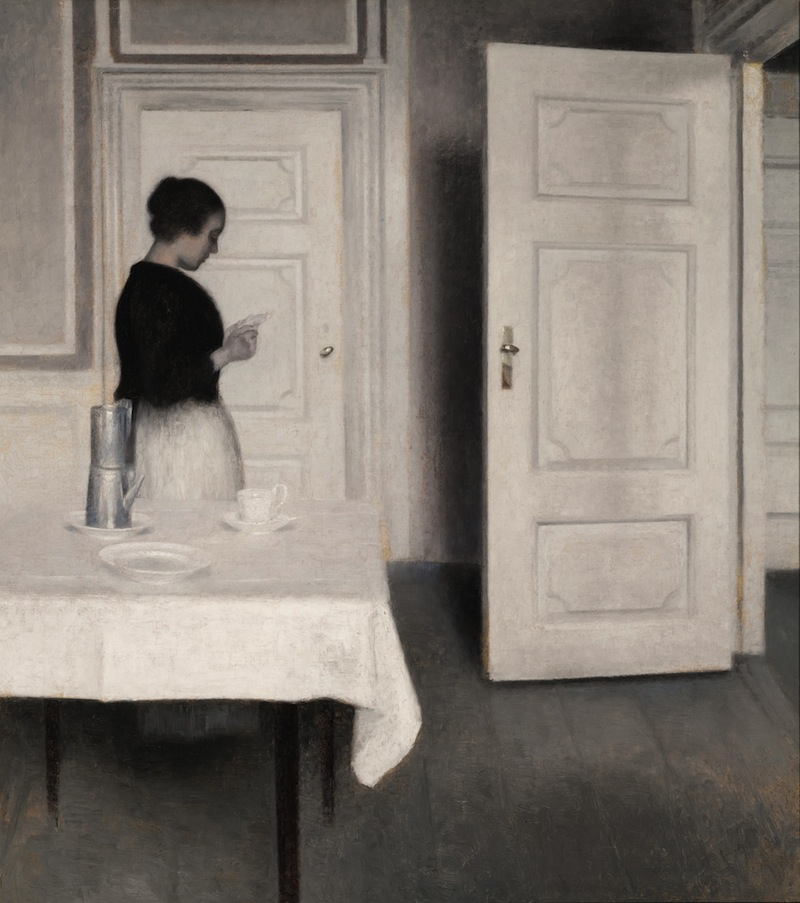
Ida lisant une lettre, avant 1916, localisation inconnue.
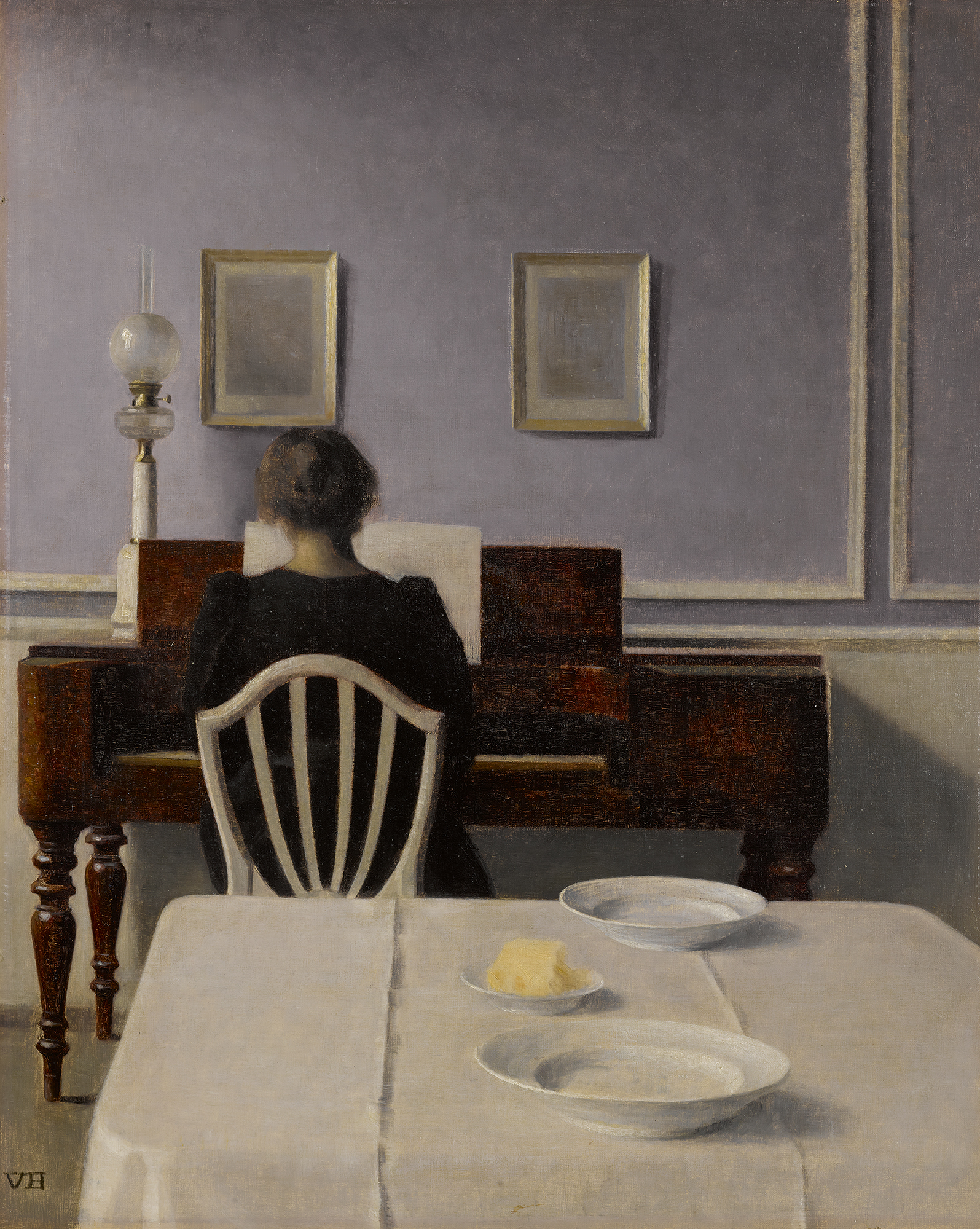
Intérieur avec piano et femme vêtue de noir, 1901, Ordrupgaard museum de Copenhague.
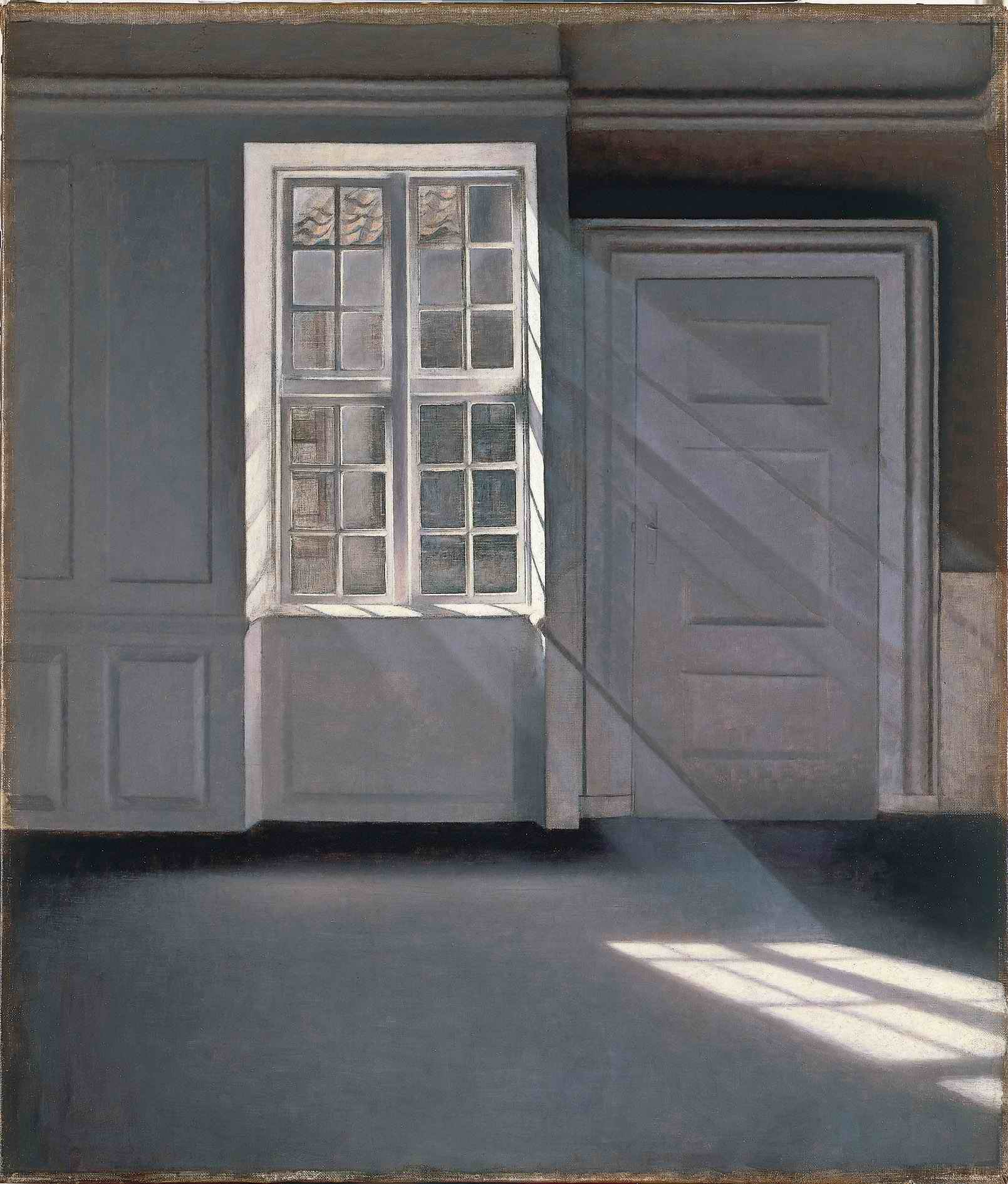
La Danse de la poussière dans les rayons du soleil, 1900, Ordrupgaard museum de Copenhague.

Cette même atmosphère demeure dans l'immense toile où figurent cinq hommes : Cinq portraits (1901-1902), huile sur toile de grand format (190 × 340 cm, Stockholm, galerie Thiel). Les cinq hommes représentés sont tous des amis du peintre, membre de Den Frie Udstilling. À gauche l'architecte Thorvald Bindesbøll, près de la table, Svend Hammershøi, le frère du peintre, puis Karl Madsen, puis le peintre symboliste Jens Ferdinand Willumsen et Carl Holsøe, peintre d'intérieurs lui aussi. Le tableau dégage une atmosphère de « société secrète » selon Poul Vad. Ce portrait de groupe est considéré comme l'un des sommets de l'art danois que l'on peut confronter à un autre portrait de groupe de cinq artistes d'avant-garde parisiens peints par Félix Vallotton : Les Cinq peintres (musée des Beaux-Arts de Winterthour).

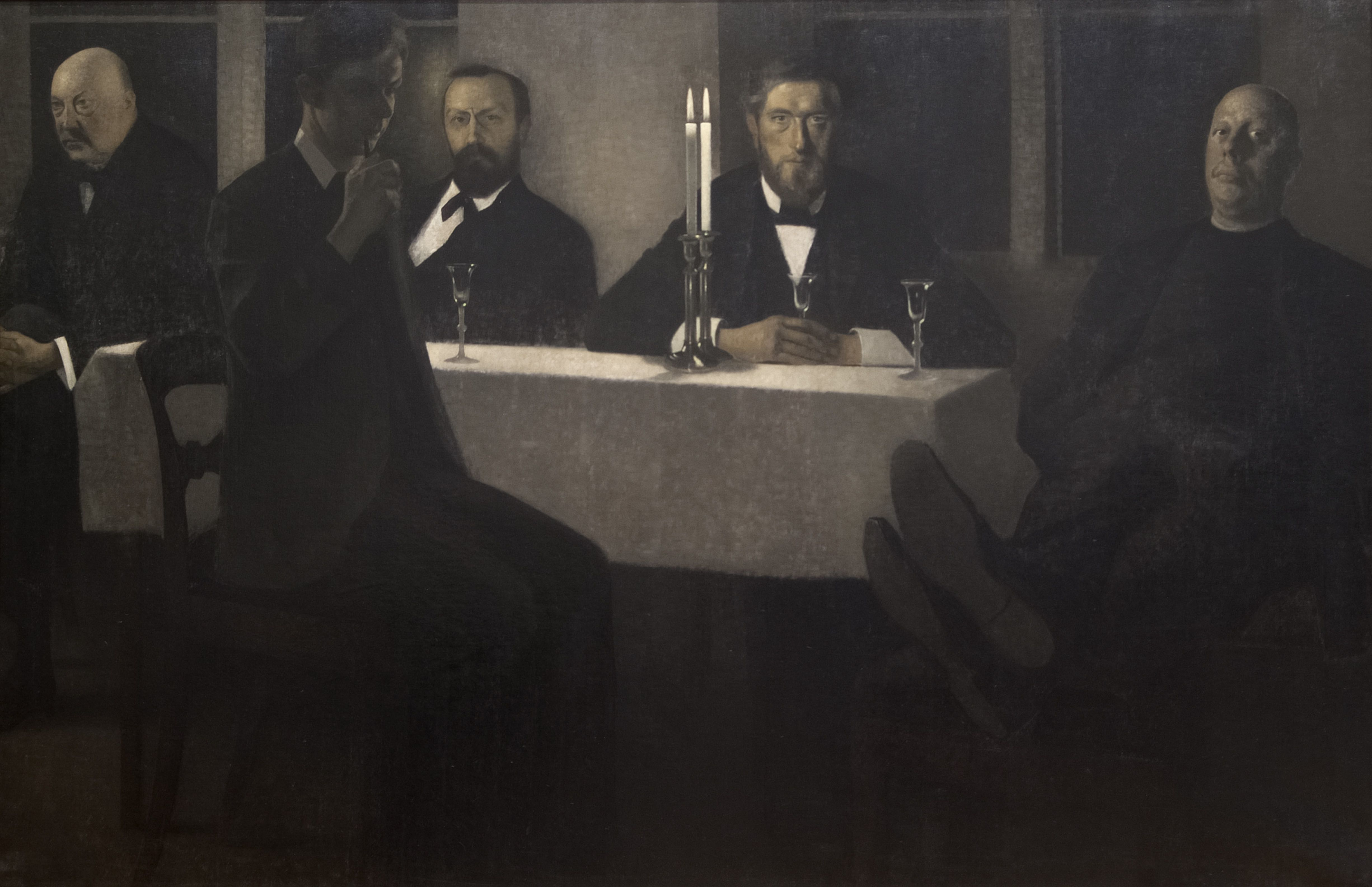
Vilhelm Hammershøi, Cinq portraits, 1901-1902, Stockholm, galerie Thiel.
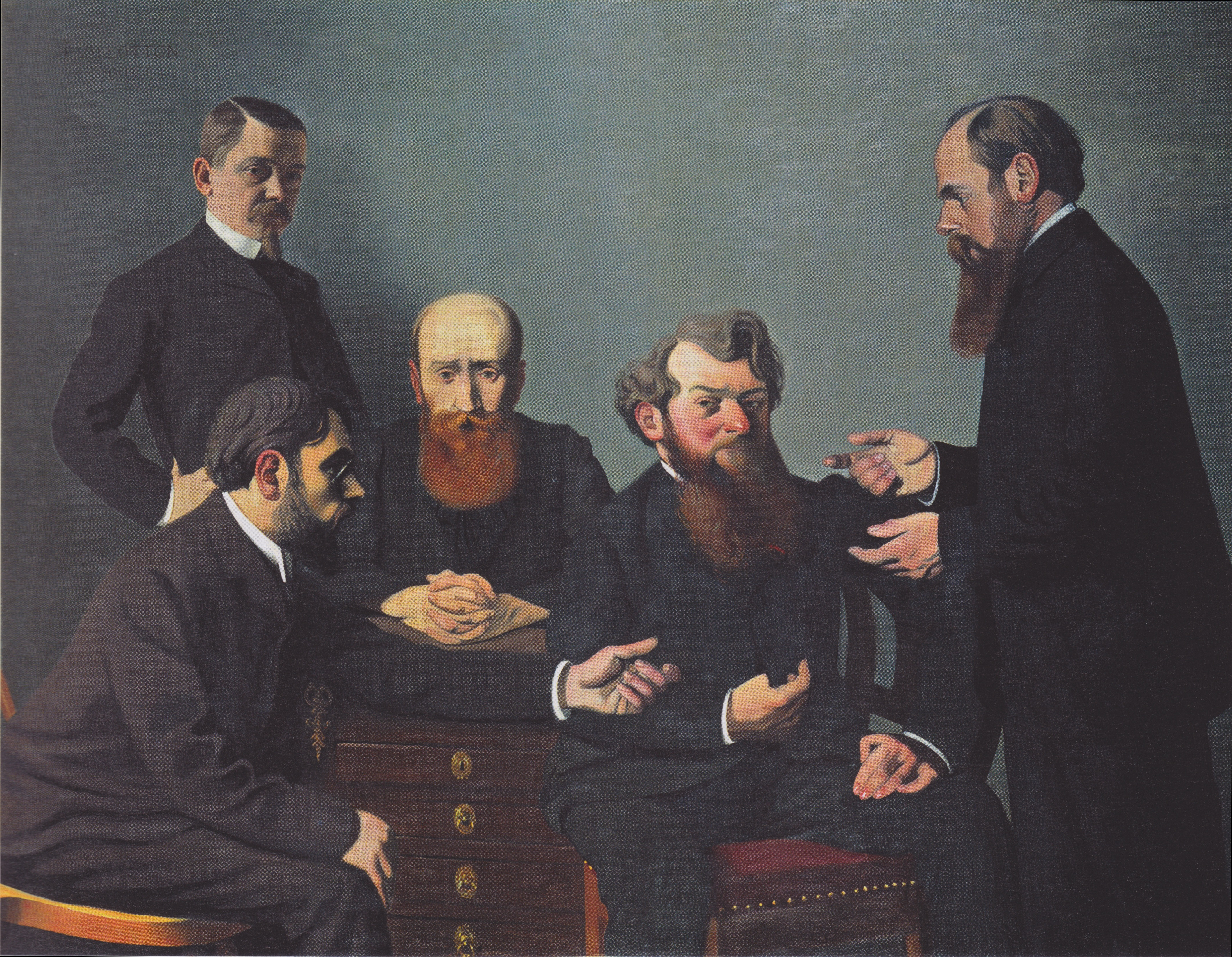
Félix Vallotton, Les Cinq peintres, 1902-1903, musée des Beaux-Arts de Winterthour.

## Le nu

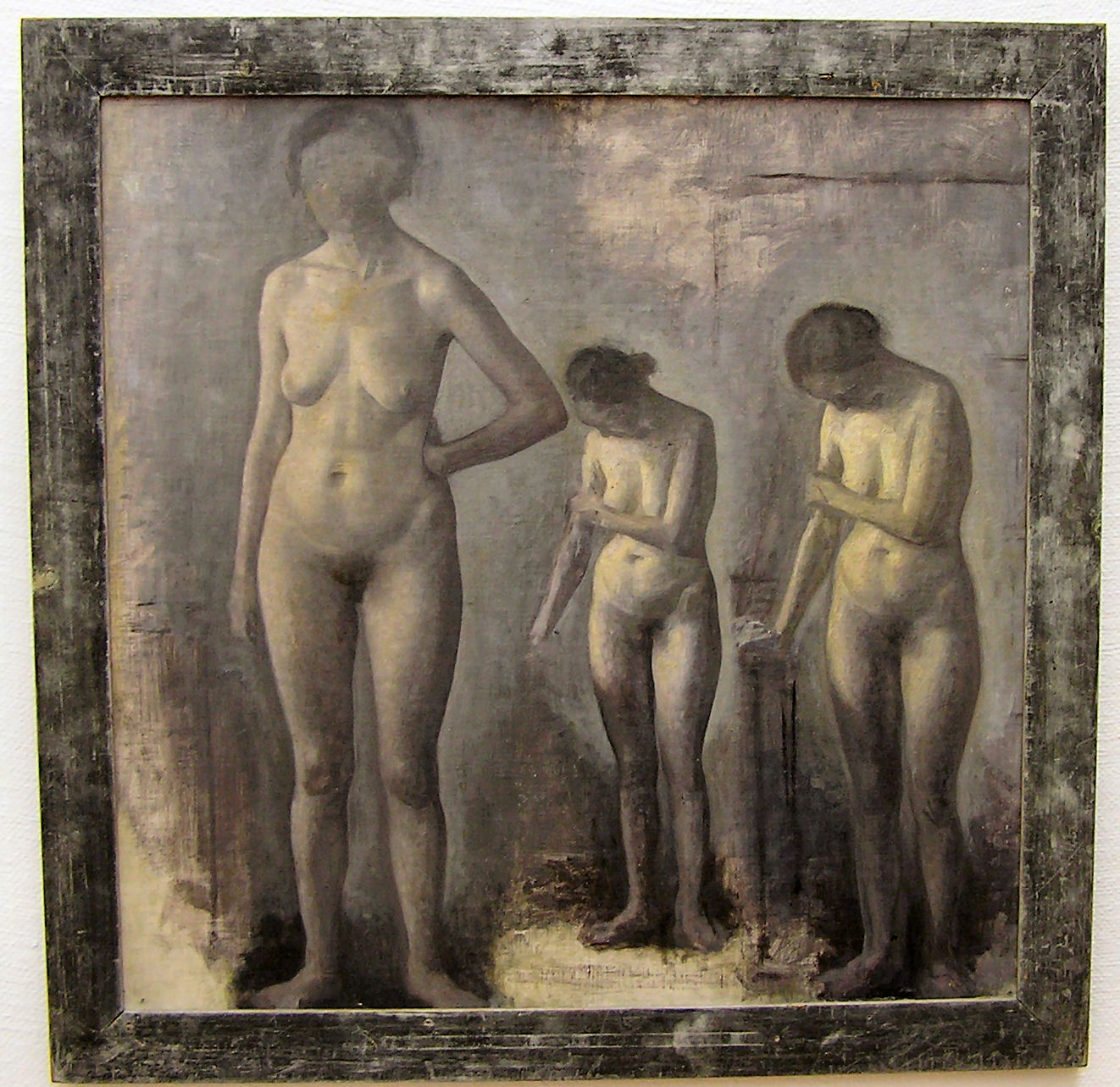
Trois études de nu, 1910, Malmö, Musée d'art de Malmö.

À partir du début des années 1900, Hammershøi devient un peintre reconnu et un homme estimé. Les Cinq portraits sont exposés à Den Frie Udstilling en 1902, deux de ses tableaux d'architecture sont commandés par le maire de Copenhague qui les expose dans son bureau. L'écrivain danois Johannes Jørgensen (1866-1956) lui obtient la permission de peindre à l'intérieur de l'église Saint-Étienne-le-Rond de Rome au cours d'un séjour en Italie. Le collectionneur Bramsen présente l'artiste au pianiste anglais Leonard Borwick, chez qui, par la suite, il  fait un séjour. L'écrivain Rainer Maria Rilke vient étudier l'œuvre du peintre qui sera nommé membre du conseil de l'Académie royale des beaux-arts du Danemark. Les expositions personnelles se succèdent : Londres (1907), exposition internationale d'art à Rome en 1911 où le peintre reçoit le premier prix. Mais déjà le peintre est très affaibli par son cancer. Il le sera encore plus par la mort de sa mère le 11 juin 1914. En 1913, il ne peint qu'un seul tableau.
Mais les années de douleur voient naître chez l'artiste un nouveau thème qu'il n'avait jusque-là que très peu abordé : le nu. À partir de 1909, Hammershøi produit deux tableaux de grand format sur le thème du corps féminin. D'abord avec trois études, des esquisses à l'huile représentant différentes poses, pour deux grands tableaux qu'il va achever l'un en 1909 : Figure de modèle ou Nu féminin (205 × 155 cm, Copenhague, Statens Museum for Kunst). Son inspiration semble tirée des tableaux de modèles du peintre danois Christoffer Wilhelm Eckersberg, bien que dans l'œuvre suivante, terminée l'année de sa mort et qui l'a épuisé, relève presque de l'étude médicale selon Poul Vad. Il s'agit d'une huile sur toile intitulée comme la précédente Figure de modèle ou Nu féminin de 171 × 95 cm. Alfred Bramsen (1851-1932) pense qu'il n'a jamais surmonté les suites de ce grand exploit artistique.

## Œuvres
Cette liste est issue de celle établie par Suzanne Meyer-Abich, Anne Birgitte Fonnsmark et Mikael Wivel dans le catalogue de l'exposition du musée d'Orsay de 1997, et qui se sont eux-mêmes référés à l'ouvrage d'Alfred Bramsen Vie et œuvre de Vilhelm Hammershøi. La sélection comporte autant que possible des œuvres conservées dans des collections publiques.
- Autoportrait, 1882, fusain sur papier, 28,9 × 24,7 cm, Copenhague, Collection Hirschsprung[66].
- Portrait d'une jeune fille (Anna), 1883, huile sur toile, 112,4 × 91,3 cm, Copenhague, Collection Hirschsprung[67].
- Jeune fille cousant (Anna), 1887, huile sur toile, 37 × 33 cm, Ordrupgaard museum de Copenhague, Copenhague[67]
- Étude : une boulangerie, 1889, huile sur toile, 113,3 × 90 cm, Vejen Vejen Kunstmuseum[68].
- Étude de modèle, nu féminin, 1889, huile sur toile, 126 × 92 cm, Statens Museum for Kunst[68]
- Vue du château de Christiansborg, 1889-1892, huile sur toile, 115,5 × 145,5 cm, Statens museum for Kunst[69].
- Artémis, 1893-1894, huile sur toile 195 × 251 cm, Statens museum for Kunst[70].
- Vue de la place d'Amalienborg, 1896, huile sur toile, 156,5 × 156,5 cm, Statens Museum for Kunst[41].
- Paysage pluvieux d'été, 1888-1892, huile sur toile, 115 × 115 cm, localisation inconnue[réf. nécessaire].
- Double portrait de l'artiste et de sa femme aussi intitulé Deux figures, 1898, huile sur toile 71,5 × 86 cm, Statens museum for Kunst[71].
- Bas-relief grec (Paris), 1891, huile sur toile, 95,5 × 96 cm, Copenhague, Ny Carlsberg Glyptotek.
- Intérieur, coin de salle à manger (30 Strandgade), 1899, huile sur toile, 64 × 57 cm, Londres, Tate Gallery[72].
- Rayons de soleil, également intitulé La Danse de la poussière dans les rayons du soleil, 1900, huile sur toile 70 × 59 cm, Ordrupgaard museum de Copenhague[73].
- Vue de Refnœs, 1900, huile sur toile 65 × 78 cm, Stockholm, galerie Thiel[74].
- Une ferme, 1900, huile sur toile 55 × 62 cm, Statens museum Copenhague[74].
- Intérieur avec piano et femme vêtue de noir, 1901, huile sur toile, 65 × 52,5 cm, Copenhague, Ordrupgaard museum[75].
- Cinq Portraits, 1901-1902, huile sur toile, 190 × 340 cm, Stockholm, galerie Thiel[76].
- Les Bâtiments de la compagnie asiatique, 1902, huile sur toile, 146,5 × 145,5 cm, Statens Museum for Kunst[76].
- Intérieur de l'église de San Stefano Rotondo, 1903-1904, huile sur toile, 67,5 × 72,8 cm, Odense, Fyns Kunstmuseum[30].
- Intérieur avec jeune femme vue de dos, 1904-1905, huile sur toile, 61 × 50,5 cm, Randers, Randers Kunstmuseum[53].
- Soirée au salon, 1904, huile sur toile, 101 × 125,5 cm, Statens Museum for Kunst[77].
- Intérieur, également intitulé Le Vieux Canapé, 1905, huile sur toile, 49,5 × 40 cm, musées d'État de Berlin][77].
- Ports blanches, également intitulées Portes ouvertes, huile sur toile, 50 × 60 cm, Copenhague, collection Hirschsprung[78].
- Jeune femme, également intitulée Repos (Hvile), 1905, huile sur toile, 49,5 × 46,5 cm, Paris, musée d'Orsay[78],[79].
- Intérieur de cour, 1905, huile sur toile, 75 × 65 cm, en dépôt au musée Busch-Reisinger, Harvard University art museum[80].
- Paysage Ljere, 1905, huile sur toile, 41 × 68 cm, Stockholm, Nationalmuseum[80].
- Le Coin de Montague Street, 1905-1906, huile sur toile, 56 × 64 cm, Copenhague, Ny Carlsberg Glyptotek[81].
- Vue du British Museum, 1906, huile sur toile, 50,5 × 45 cm, Maribo, Storstrøms Kunstmuseum[81].
- Étude de soleil, 1906, huile sur toile, 55 × 47 cm, Copenhague, Collection Hirschsprung[81].
- Intérieur, intitulé également La Pièce tranquille, 1906, huile sur toile, 51,5 × 55 cm, Londres, Tate Gallery[82].
- L'Allée des sorbes à Snekkersten, 1906, huile sur toile, 42 × 54 cm, Elseneur, château de Marienlyst[82].
- Portrait d'Ida Hammershøi, 1907, huile sur toile, 91 × 75 cm, Copenhague Statens museum, don d'Ida Hammershøi en 1916[83].
- Portrait d'Ida Hammershøi, 1907, huile sur toile, 79,5 × 65,5 cm, Aarhus, Kunstmuseum[83].
- Vue de l'ancien château de Christiansborg, 1907, huile sur toile, 58 × 45 cm, Copenhague, Statens museum for Kunst[84].
- Intérieur avec femme vêtue de noir assise sur une chaise brun-jaune, 1908, huile sur toile, 69 × 56 cm Aarhus, Kunstmuseum[84].
- Femme lisant, 1908, huile sur toile, 68 × 56 cm, Åbenrå, Kunstmuseet Brundlund Slot[85].
- Figure de modèle. Trois études, 1909, huile sur toile, 63 × 65 cm, Malmö kunstmuseum[86].
- L'Église du château de Copenhague, 1910, huile sur toile, 65 × 70 cm, musée national de Stockholm[85].
- Intérieur avec femme assise derrière une table, 1910, huile sur toile, 82,3 × 84 cm, Copenhague, Ordrupgaard Samlingen[87].
- Intérieur avec chevalet, 1910, huile sur toile, 84 × 69,3 cm, Copenhague, Statens Museum for Kunst[87].
- Intérieur avec plante sur une table de jeu, 1910-1911, huile sur toile, 78,5 × 71 cm, Copenhague, Ordrupgaard Samlingen[87].
- Intérieur, également intitulé Les Quatre Pièces, 1914, huile sur toile, 85 × 70,5 cm, Copenhague, Ordrupgaard Samlingen[88].
- Ida lisant une lettre, 1916, huile sur toile, 66 × 59 cm, localisation inconnue[89].

Œuvres de Vilhelm_Hammershøi
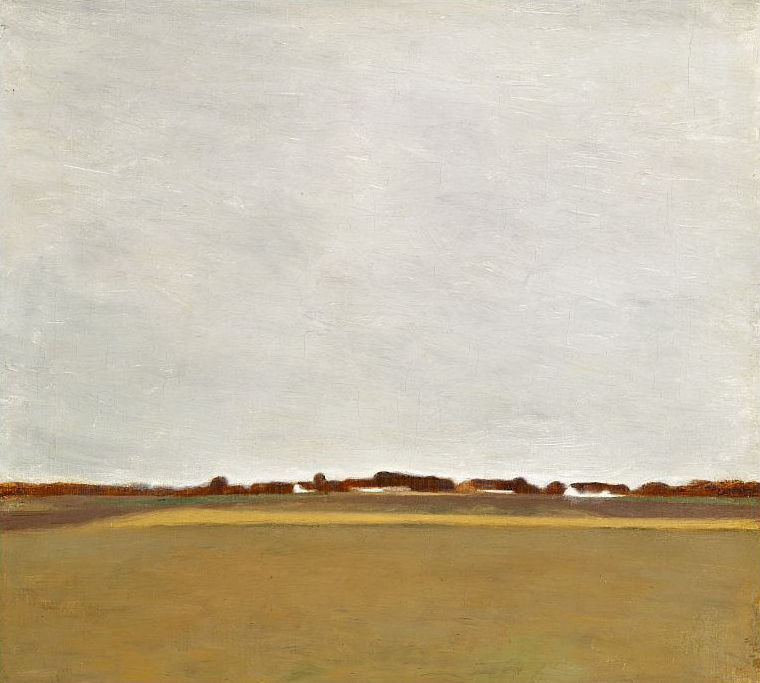
Paysage pluvieux d'été, 1888-1892, localisation inconnue.
Intérieur ou Le Vieux Canapé, 1905, Stockholm, Nationalmuseum.
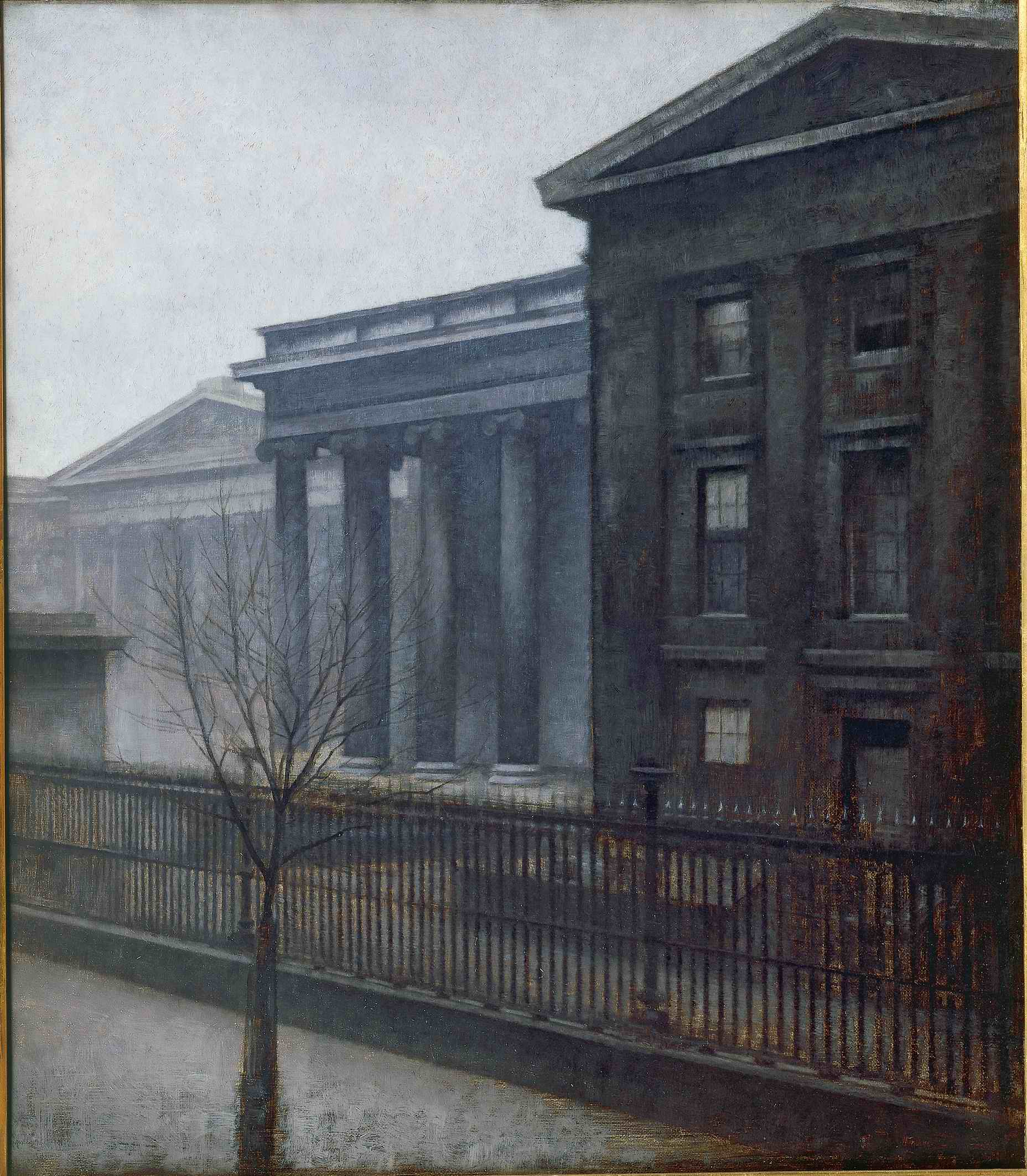
Vue du British Museum, 1906, Guldborgsund, Fuglsang Art Museum (en).
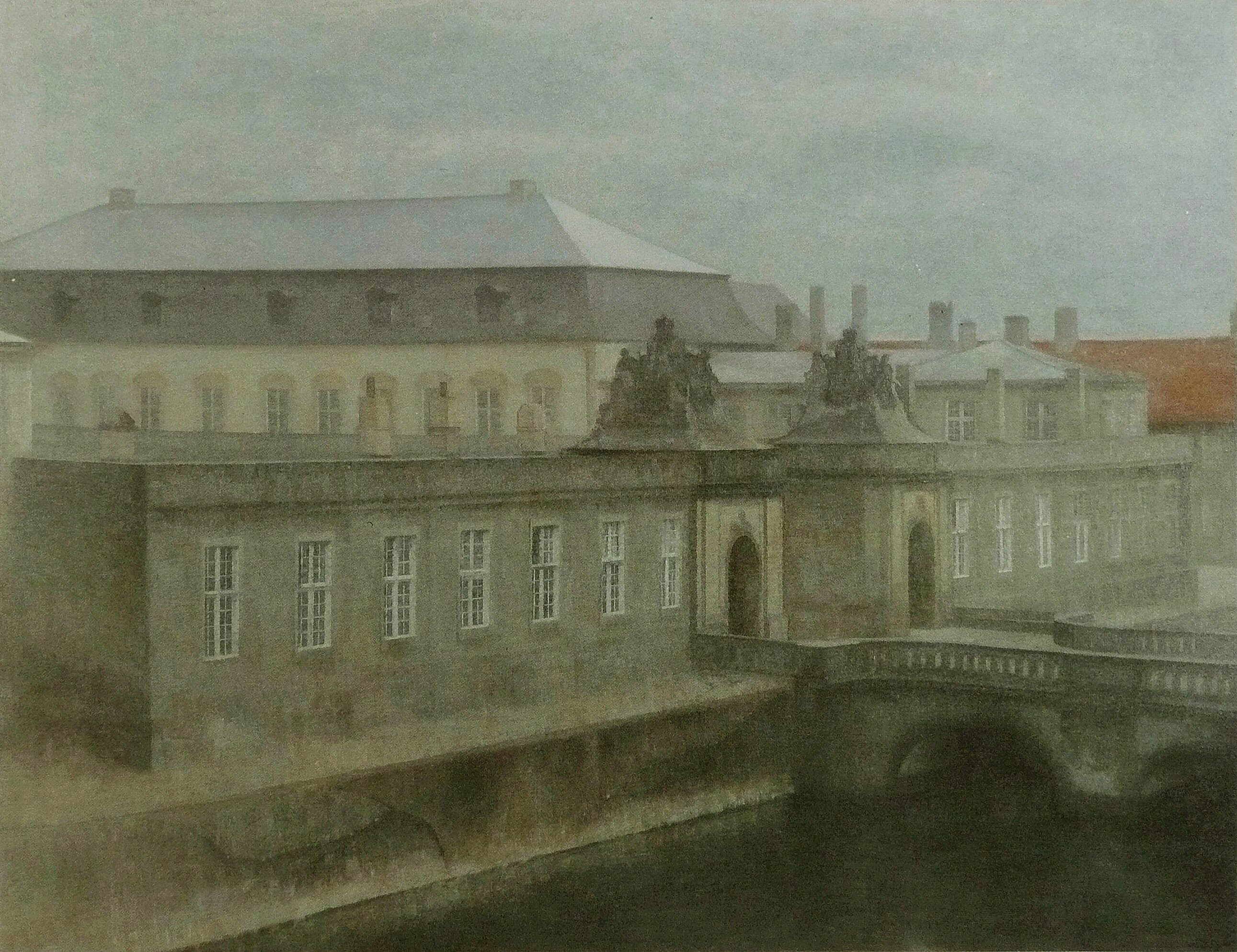
Vue du vieux château de Christiansborg, 1907, Copenhague, Statens Museum for Kunst.
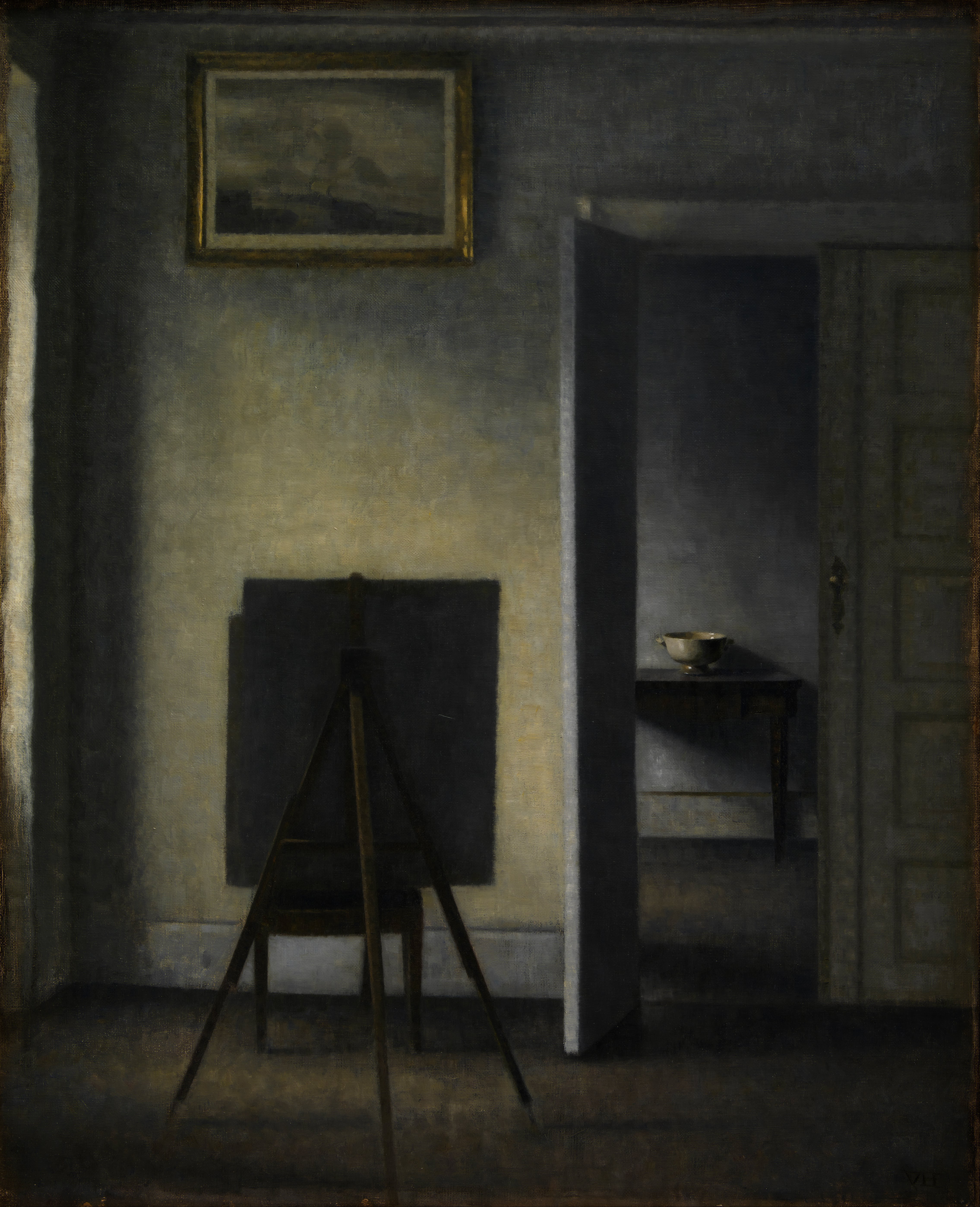
Intérieur avec chevalet, 1910, Copenhague, Statens Museum for Kunst.

## Expositions
- 1997-1998 : L'univers poétique de Vilhelm Hammershøi, Copenhague, Ordrupgård, Paris, musée d'Orsay[50]
- 2007 : Wilhelm Hammershøi et Carl Theodor Dreyer, Barcelone, Centre de culture contemporain de Barcelone.
- 2008 : Vilhelm Hammershøi, The Poetry of Silence, Londres, Royal Academy of Arts[90]
- 2012 : Hammershøi et l'Europe, Statens Museum for Kunst, Copenhague. Cette exposition interroge la place du peintre danois sur la scène européenne artistique de son époque[91].
- 2019 : Hammershøi. Le Maître de la peinture danoise, du 14 mars au 22 juillet 2019, musée Jacquemart-André, Paris[92].